# Louis-Nazaire Bégin
Louis-Nazaire Bégin (ur. 10 stycznia 1840 w Lévis, zm. 19 lipca 1925 w Quebec) – kanadyjski duchowny katolicki, arcybiskup Quebec w latach 1898–1925 i kardynał.

## Życiorys
Pochodził z rolniczej rodziny, która do Kanady przybyła z Francji w 1655. Pobierał nauki w Levis i Quebec, a następnie w latach 1863–1867 studiował w Rzymie w Kolegium francuskim. 10 czerwca 1865 przyjął święcenia kapłańskie z rąk kardynała Costantino Patrizi Naro. Ukończył też Papieski Uniwersytet Gregoriański, gdzie uzyskał stopień doktora teologii. Studiował języki hebrajski, chaldejski, syryjski i arabski. Spędził też parę miesięcy w Ziemi Świętej. Na uniwersytecie w Innsbrucku prowadził przez krótki czas badania i doskonalił zarazem naukę niemieckiego. Powrócił następnie do Kanady i został wykładowcą teologii dogmatycznej i historii Kościoła w seminarium w Quebec. Funkcję tę pełnił w latach 1868–1884. 
1 października 1888 otrzymał nominację na biskupa Chicoutimi. Sakry udzielił arcybiskup Quebecu, kardynał Elzéar-Alexandre Taschereau. W grudniu 1891 mianowany tytularnym arcybiskupem Cyreny i koadiutorem arcybiskupa Quebecu z prawem następstwa. Od września 1894 Administrator apostolski z powodu choroby kard. Taschereau. Faktyczną sukcesję przejął cztery lata później 12 kwietnia 1898 i na tym urzędzie pozostał już do śmierci. Kapelusz kardynalski z tytułem prezbitera Ss. Vitale, Valeria, Gervasio e Protasio otrzymał w maju 1914 z rąk papieża Piusa X, trzy miesiące później papież Pius X zmarł i przyszło mu wracać do Rzymu z powrotem, tym razem na konklawe, na które jednak, z powodu dużej odległości nie zdążył. Podobnie było w 1922 roku. Ważnym wydarzeniem było podporządkowanie przez Piusa X Kościoła kanadyjskiego Kongregacji konsystorialnej w 1908, czyli tak jak miały stare kraje Europy. Był przeciwnikiem modernizmu, muzyki jazzowej, tańca i kina, które uważał za poważne zagrożenia powodujące okazję do grzechu śmiertelnego. Zmarł miesiąc po ataku paraliżu, który spowodował niewydolność nerek. Pochowany w katedrze w Quebec.